# 张红伟
张红伟（1972年—），浙江东阳人，汉族，中华人民共和国政治人物、第十二届全国人民代表大会广东地区代表。
毕业于东北财经大学会计专业。加入中国共产党。2013年，担任全国人大代表。2018年2月24日，当选为第十三届全国人大代表。